# Embrace the Emptiness
Embrace the Emptiness (englisch Umarme die Leere) ist das Debütalbum der US-amerikanischen Funeral-Doom-Band Evoken.

## Geschichte
Die von dem Gitarristen Nick Orlando 1992 unter dem Namen Funereus gegründete Band durchlebte mehrere Inkarnationen, bis sie ihr Debüt erarbeitete. Der Schlagzeuger Vince Verkay stieß als erstes Mitglied der Besetzung dieser Aufnahmen zur Band und war maßgeblich an der Stilgenese der Band beteiligt. Sänger John Paradiso wurde durch eine Suchannonce auf die Band aufmerksam. Nach der Aufnahme und Veröffentlichung des Demos Shades of Night Descending in Kooperation mit dem französischen Label Adipocere Records stieß der Keyboarder Dario Derna zur mittlerweile Evoken genannten Band. Nach der Aufnahme eines weiteren Demos wechselte die Gruppe den Bassisten und Steve Moran wurde Teil von Evoken. In dieser Besetzung spielte die Band ein weiteres Demo ein, das das Interesse von Elegy Records weckte. Das Label finanzierte die Aufnahme des Debütalbums Embrace the Emptiness von April bis Mai 1998 in den WAVE Studios in New York unter der Begleitung von Ronald Jay ‚Bumblefoot‘ Blumenthal.

## Albuminformationen
Embrace the Emptiness wurde als Debütalbum der Band im Oktober 1998 erstmals als CD veröffentlicht. Es enthält sieben separate Stücke mit einer Gesamtspielzeit von 1:10:35 Stunden. Im Jahr 2006 erschien das Album über Solitude Productions erneut. Elegy Records legte die CD 2011 wieder auf. Es folgten Veröffentlichungen als Doppel-LP 2016 über Kreation Records und 2017 über Season of Mist sowie als MC 2019 über Dread Records.

### Titelliste
1. Intro: 3:22
2. Tragedy Eternal: 9:52
3. Chime the Centuries End: 9:45
4. Lost Kingdom of Darkness: 11:52
5. Ascend into the Maelstrom: 9:53
6. To Sleep Eternally: 12:49
7. Curse the Sunrise: 12:57

### Gestaltung
Die Gestaltung der ursprünglichen Version des Albums wird keiner Person zugeschrieben. Als Covermotiv dient eine Schwarzweißfotografie eines Friedhofs mit einer vollständig in wallende schwarze Kleidung gehüllten Figur, die auf einem der Gräber hockt und eine Hand auf den Grabstein legt. Solitude Productions gab im Jahr 2006 in einer Variante mit veränderter Gestaltung als CD heraus. Die Gestaltung dieser Version übernahm der Mitbegründer des Labels Sergey Terentiev. Die Variante des Covers zeigt eine Collage aus Sakralbau und Wolkenwirbel. Auch Season of Mist variierte die Gestaltung. Erneut wurde ein Motiv in Grautönen gewählt. Diesmal ein geöffnetes gusseisernes Tor und eine in die verwitterte Landschaft collagierte weiß bekleidete Gestalt.

### Stil
Evoken präsentiert auf Embrace the Emptiness den für die Band üblichen Stil in einer Mischung aus Funeral Doom mit leichten Anteilen und Death Doom und Gothic Metal. Gelegentlich wären „rohe Elemente“ einer typischen Debüt-Veröffentlichung zu vernehmen, doch insgesamt verkörpere die Veröffentlichung den gewünschten und bekannten Klang der Band.
Mit „tief gestimmte Gitarren, walzende Riffs, finstere Growls, ein paar sehr fragile Melodien hier und da und und und, in […] sieben überlangen Songs“. Als „eine der langsamsten und düstersten Doom-Bands überhaupt“ kombiniere Evoken auf Embrace the Emptiness schweren und unerbittliche Doom Metal mit schaurig atmosphärischen Bestandteilen. Dabei kreiere die Gruppe mit hochwertigen Keyboardspiel „endlose Landschaften aus Horror und Dunkelheit“ während der Gesang vielfältig zwischen Growling, Flüstern, Sprechen und dem Black Metal entlehnten krächzenden Schreien variiert.

## Wahrnehmung
Das Album erfuhr über die Jahre international überwiegend hohes Lob. Vereinzelt äußerten Rezensenten, wie in der für Metal1.info verfassten Besprechung, keinen Zugang zu der Musik zu finden. Kostas Panagiotou beschrieb diese Schwierigkeit für Doom-Metal.com als unerfüllte Erwartung eines wütenden, hasserfüllten und plötzlichen Ausbruchs, der dem Zuhörer verwehrt bleibe. Dabei lobte er das Album und die Band als eine der düstersten und schaurigsten des gesamten Doom-Metal-Spektrums.
Doch mit steigender Popularität Evokens wurde das Album mehrfach erneut aufgelegt und als Frühwerk der Gruppe beliebt. So habe Evoken mit Embrace the Emptiness „einen modernen Klassiker des Genres“ (Metal.de) geschaffen. Für AllMusic schrieb Eduardo Rivadavia, dass „endlose Höhlen, die von undurchdringlicher, ewiger Dunkelheit ausgelöscht wurden, eine passende Zusammenfassung […] für Evokens gesamte ästhetische Vision,“ sei und Embrace the Emptiness als „das erste voll ausgearbeitete Kapitel“ dieser Idee betrachtet werden müsse. Mit der Veröffentlichung durch Solitude Productions wurde das Album als Klassiker und Frühwerk „leichter zu finden“, weshalb „kein Fan der Band darauf verzichten“(Metalreviews) und „jeder Liebhaber des Doom Metal“(Metalfan.nl) das Album besitzen.

„Dit is een klassieker, dit album dient in de cd-kast van elke zichzelf respecterende doommetalliefhebber te staan. Punt.“

„Das ist ein Klassiker, dieses Album sollte im CD-Regal eines jeden Doom-Metal-Liebhabers mit Selbstachtung stehen. Punkt.“